# Lachnostoma marginatum
Lachnostoma marginatum är en oleanderväxtart som först beskrevs av Morillo, och fick sitt nu gällande namn av Morillo. Lachnostoma marginatum ingår i släktet Lachnostoma och familjen oleanderväxter. Inga underarter finns listade i Catalogue of Life.